# Miou-Miou

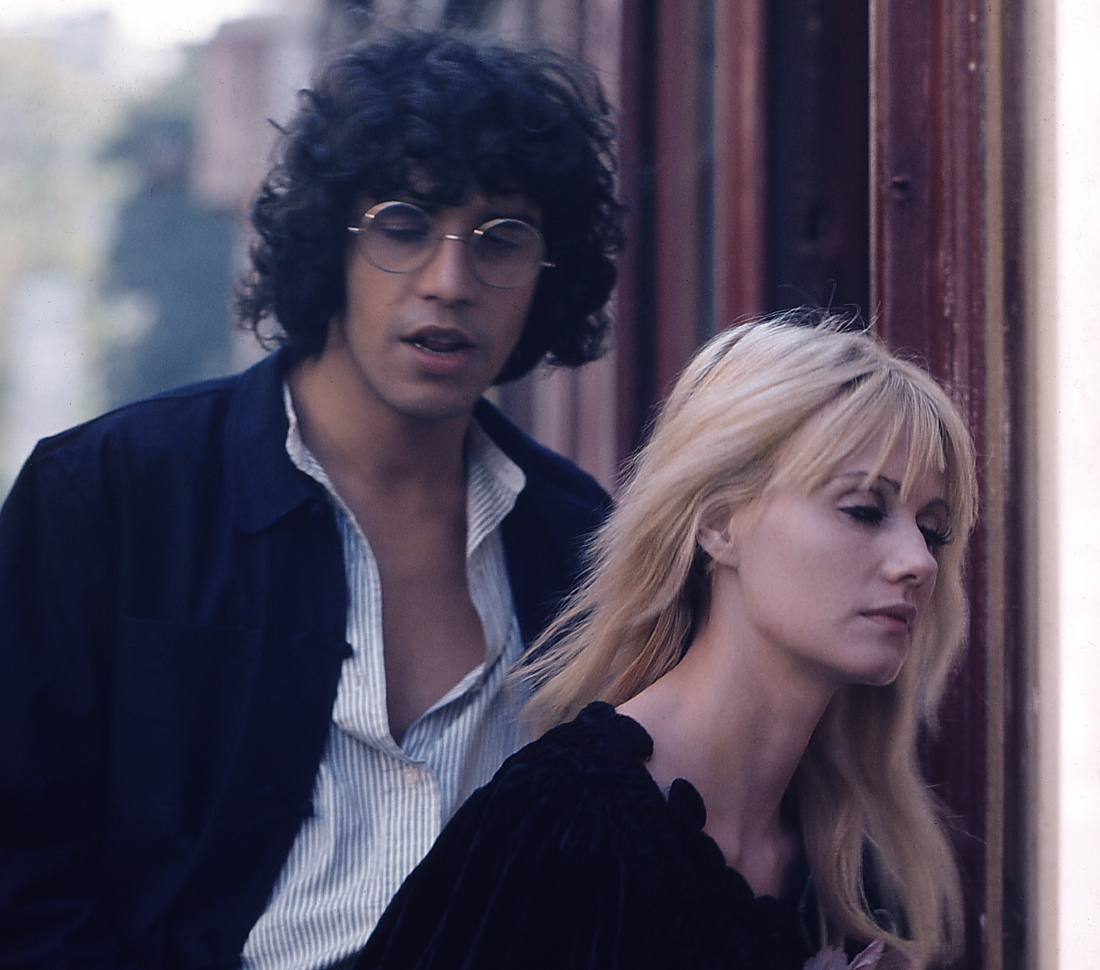
Miou-Miou met Julien Clerc tijdens het draaien van de film die hen samenbracht, D'amour et d'eau fraiche

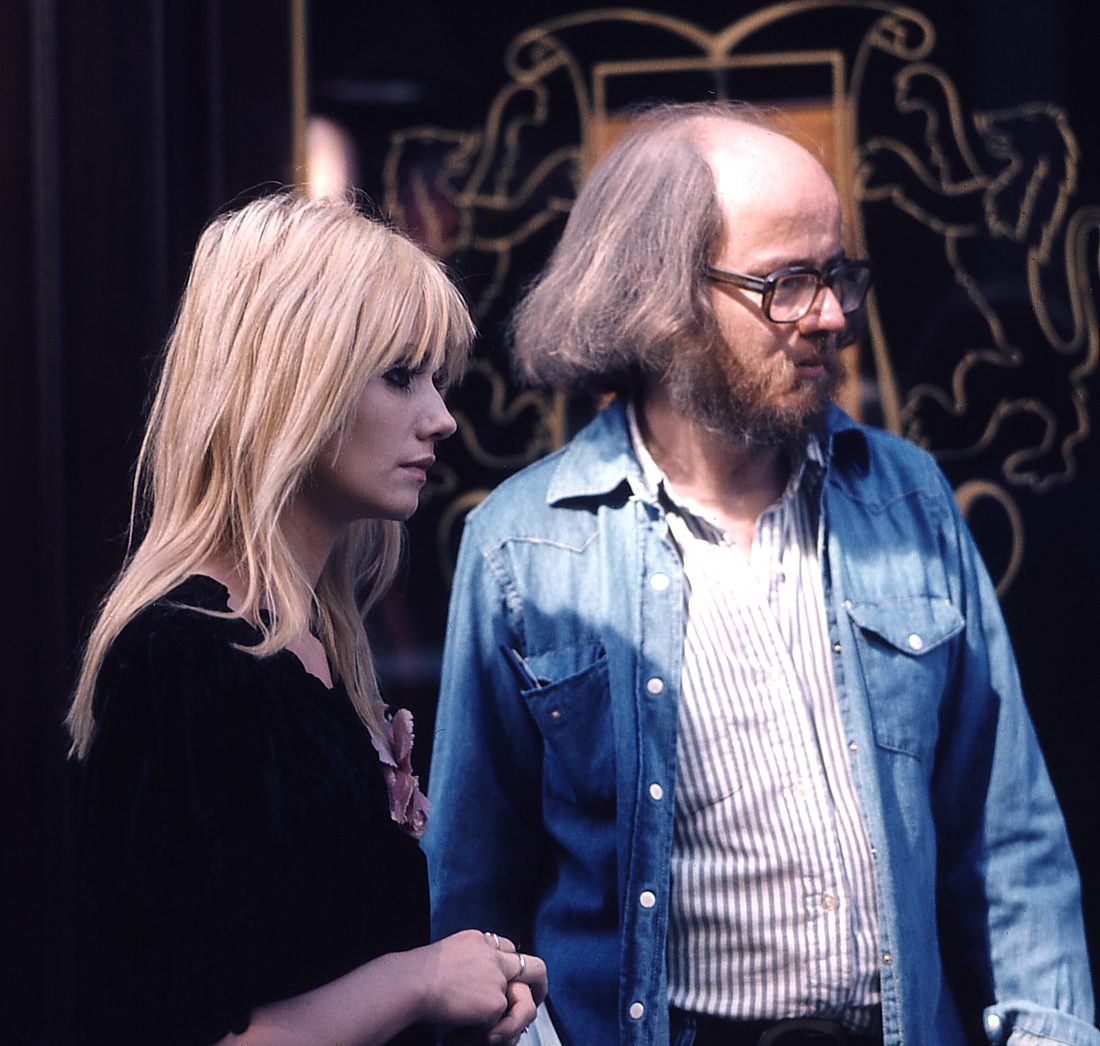
Miou-Miou met regisseur Jean-Pierre Blanc tijdens het draaien van D'amour et d'eau fraîche

Miou-Miou (Parijs, 22 februari 1950), geboren Sylvette Herry is een Franse actrice.
Ze werd tien maal genomineerd voor de César voor Beste actrice maar werd enkel in 1980 als laureate met deze César bekroond voor de film La Dérobade.

## Privéleven
Ze had relaties met Coluche, Patrick Dewaere (met wie ze in 1974 haar dochter Angèle kreeg) en Julien Clerc (die later Angèle zou adopteren en die de vader is van Jeanne, geboren in 1978). Tegenwoordig heeft ze een relatie met de romanschrijver Jean Teulé.

## Filmografie
- 1971 : La Vie sentimentale de Georges le tueur van Daniel Berger (kortfilm)
- 1971 : La Cavale van Michel Mitrani : Petit Ecureuil
- 1973 : Quelques messieurs trop tranquilles van Georges Lautner : Anita
- 1973 : Elle court, elle court la banlieue van Gérard Pirès : de assistente
- 1973 : L'An 01 van Jacques Doillon, Alain Resnais en Jean Rouch : de vrouw die opstaat om 6u.
- 1973 : Themroc van Claude Faraldo : de jonge buurvrouw
- 1973 : Les Granges Brûlées van Jean Chapot : Monique
- 1973 : Les Aventures de Rabbi Jacob van Gérard Oury : Antoinette Pivert
- 1974 : Les Valseuses van Bertrand Blier : Marie-Ange
- 1974 : Tendre Dracula van Pierre Grunstein : Marie
- 1975 : Lily aime-moi van Maurice Dugowson : La fille dans le café
- 1975 : Pas de problème ! van Georges Lautner : Anita Boucher
- 1975 : Un génie, deux associés, une cloche (Un Genio, due Compari, un Pollo) van Damiano Damiani : Lucy
- 1976 : Al piacere di rivederla van Marco Leto : Patrizia
- 1976 : La Marche triomphale (Marcia trionfale) van Marco Bellocchio : Rosanna
- 1976 : D'amour et d'eau fraîche van Jean-Pierre Blanc : Rita Gonzalez
- 1976 : F... comme Fairbanks van Maurice Dugowson : Marie
- 1976 : On aura tout vu van Georges Lautner : Christine
- 1976 : Jonas qui aura 25 ans en l'an 2000 van Alain Tanner : Marie
- 1977 : Dites-lui que je l'aime van Claude Miller : Juliette
- 1978 : Les Routes du sud van Joseph Losey : Julia
- 1979 : L'ingorgo van Luigi Comencini : Angela
- 1979 : Au revoir à lundi van Maurice Dugowson : Nicole
- 1979 : La Dérobade van Daniel Duval : Marie
- 1980 : La Femme flic van Yves Boisset : inspecteur Corinne Levasseur
- 1981 : Est-ce bien raisonnable ? van Georges Lautner : Julie Boucher
- 1981 : La Gueule du loup van Michel Léviant : Marie
- 1982 : Josepha van Christopher Frank : Josépha Manet
- 1982 : Guy de Maupassant van Michel Drach : Gisèle d'Estoc
- 1983 : Coup de foudre van Diane Kurys : Madeleine
- 1983 : Attention ! Une femme peut en cacher une autre van Georges Lautner : Alice
- 1984 : Blanche et Marie van Jacques Renard : Blanche
- 1984 : Canicule van Yves Boisset : Jessica
- 1984 : Le Vol du Sphinx van Laurent Ferrier : Laura
- 1986 : Tenue de soirée van Bertrand Blier : Monique
- 1988 : Un vrai bonheur van Jean-Marie Cornille (kortfilm)
- 1988 : Les Portes tournantes van Francis Mankiewicz : Lauda
- 1988 : La Lectrice van ichel Deville : Constance/Marie
- 1990 : Milou en mai van Louis Malle : Camille
- 1991 : Netchaïev est de retour van Jacques Deray : Brigitte
- 1991 : La Totale ! van Claude Zidi : Hélène Voisin
- 1992 : Le Bal des casse-pieds van Yves Robert : Louise Sherry
- 1992 : Patrick Dewaere, documentaire van Marc Esposito
- 1993 : Tango van Patrice Leconte : Marie
- 1993 : Germinal van Claude Berri : Maheude
- 1994 : Montparnasse-Pondichéry van Yves Robert : Julie
- 1994 : Un indien dans la ville van Hervé Palud : Patricia
- 1996 : Ma femme me quitte van Didier Kaminka : Joanna Martin
- 1996 : Le Huitième Jour van Jaco Van Dormael : Julie
- 1997 : Nettoyage à sec van Anne Fontaine : Nicole Kunstler
- 1997 : Elles van Luís Galvão Teles : Eva
- 1998 : Hors jeu van Karim Dridi : Miou-Miou
- 2000 : Pour une fois van Jérôme Bonnell (kortfilm)
- 2000 : Tout va bien, on s'en va van Claude Mouriéras : Laure
- 2004 : Folle Embellie van Dominique Cabrera : Alida
- 2004 : Mariages ! van Valérie Guignabodet : Gabrielle
- 2004 : L'Après-midi van Monsieur Andesmas van Michelle Porte : de vrouw van Michel Arc
- 2005 : L'un reste, l'autre part van Claude Berri : Anne-Marie
- 2005 : Riviera van Anne Villacèque : Antoinette
- 2005 : Les Murs porteurs van Cyril Gelblat : Judith Rosenfeld
- 2006 : Avril van Gérald Hustache-Mathieu : zuster Bernadette, Flora Romano
- 2006 : La Science des rêves van Michel Gondry : Christine Miroux
- 2006 : Le Héros van la famille van Thierry Klifa : Simone Garcia
- 2008 : Le Grand Alibi van Pascal Bonitzer : Éliane Pages, de vrouw van Henri
- 2008 : Affaire de famille van Claus Drexel : Laure Guignebont
- 2008 : Mia et le Migou van Jacques-Rémy Girerd : voix
- 2009 : Pour un fils van Alix van Maistre : Catherine
- 2009 :  Le Concert van Radu Mihaileanu : Guylène de la Rivière
- 2009 : Une petite zone de turbulences van Alfred Lot : Anne
- 2012 : Bienvenue parmi nous van Jean Becker : Alice
- 2012 : Quand je serai petit van Jean-Paul Rouve : Jacqueline
- 2012 : Avanti van Emmanuelle Antille : Catherine
- 2012 : Populaire van Regis Roinsard
- 2012 : Arrêtez-moi van Jean-Paul Lilienfeld : Pontoise
- 2013 : Landes van François-Xavier Vives

- Bibsys: 7033637
- Biblioteca Nacional de España: XX1103869
- Bibliothèque nationale de France: cb13897554t (data)
- Gemeinsame Normdatei: 136920276
- International Standard Name Identifier: 0000 0003 6855 8011
- Library of Congress Control Number: n93002143
- MusicBrainz: 358dbbd2-fd71-4578-ad68-03feb965f2ff
- Nationale Bibliotheek van Tsjechië: xx0048994
- Nationale Bibliotheek van Israël: 987007459515305171
- Nationale Bibliotheek van Polen: a0000002937071
- Nederlandse Thesaurus van Auteursnamen: 072373628
- SNAC: w6cg0fh5
- Système universitaire de documentation: 059070137
- Virtual International Authority File: 81184382